# انقلاب ظبياني عام 1922
في عام 1922، قام الشيخ سلطان آل نهيان ، مع تحالف من شقيقيه هزاع بن سلطان آل نهيان وصقر بن زايد آل نهيان، بانقلاب قصر في أبو ظبي، فقتلوا شقيقهم حمدان بن زايد بن خليفة، الأمير الحاكم في ذلك الوقت، وتوجوا سلطاناً مكانه.

## خلفية
في عام 1909 توفي حاكم أبو ظبي لفترة طويلة، زايد آل نهيان "العظيم". لا توجد في الإسلام قوانين صارمة للوراثة الملكية، وبدلاً من ذلك، يتم اختيار الخلفاء عادةً عبر الشورى، على الرغم من أن الحاكم الاستعماري لأبو ظبي، الإمبراطورية البريطانية، كان يضغط على الإمارات المتصالحة لتبني مبدأ البكورة، إلا أنه لم يتم اعتماده في أبوظبي حتى انقلاب قصر آخر في عام 1966. رفض خليفة، الابن الأكبر لزايد، العرش بناءً على إلحاح زوجته التي خشيت على حياته إذا ورثه، وانتقل العرش بدلاً من ذلك إلى طحنون، ثاني أكبر أبناء زايد. ومع ذلك، توفي طحنون شابًا بسبب المرض في عام 1912، مما أعاد فتح قضية الخلافة. ورث حمدان، الابن الخامس الأكبر لزايد، العرش من أخيه وأصبح الأمير الجديد، متجاوزًا العديد من أبناء زايد الأكبر.

## انقلاب

### تخطيط
كان حكم حمدان بعيدًا عن الأمان، ولم يساعده الانهيار الاقتصادي في عامي 1920 و1921 داخل الإمارة حيث كان الاقتصاد يعتمد بشكل شبه كامل على صيد اللؤلؤ، مع جفاف حقول اللؤلؤ بسبب كثرة الصيد . ومع ذلك، كانت الظروف الاقتصادية للانقلاب مجرد ذريعة، وكان السبب الحقيقي للانقلاب هو التنافسات العائلية الشخصية. بدأ حمدان، الذي لم يكن لديه أبناء بالغون، في إعداد أبناء شقيقه الأكبر سلطان لخلافته، الأمر الذي كان سيتجاوز سلطان. بالإضافة إلى ذلك، اكتسب حمدان غضب البدو الرحل بسبب إصراره على دفع المزيد من الضرائب بسبب العجز الاقتصادي وإرسال الجزية إلى المملكة العربية السعودية. تمكن سلطان من إقناع شقيقيه الآخرين، اللذين لا يزالان ناشطين سياسيًا، هزاع وصقر بتنظيم انقلاب وتحديد الأمير الجديد بدلاً من ذلك من خلال الشورى.

### الأحداث
وفي يوم الثلاثاء 22 أغسطس، دخل سلطان قصر الحصن برفقة صقر وأربعة من أتباعه البدو من بني ياس، حيث كان حمدان يستريح في ظل الساحة المركزية مع بعض مستشاريه. وبعد ذلك أطلق السلطان النار على شقيقه من مسافة قريبة، مما أدى إلى مقتله على الفور، كما أطلق بقية أفراد حزبه النار على حاشية حمدان وقُتل ثلاثة منهم. وبعد ذلك أغلق السلطان الحصن، وحصل على مفاتيح الخزانة، وأرسل مبعوثين إلى إخوته وزعماء القبائل.  

## العواقب

### أمير جديد
بعد الانقلاب، اجتمع حوالي 20 من شيوخ آل نهيان الذكور في الحصن لتحديد من سيكون الأمير الجديد. بناء على أسس قبلية، وجد سلطان دعمًا من عائلة القبيسات من والدته، وكذلك المناصير ومعظم السودان. وتلقى هزاع، الذي كان من أم واحدة مع سلطان، دعمًا من بقية السودان، وجميع بني ياس تقريبًا، لكن تم تهميشه إلى حد كبير لأنه لم يتمكن من الوصول إلى أبو ظبي في الوقت المناسب للاجتماع. ووجد صقر، الذي كان حاضرًا أثناء الانقلاب، ولكن كانت لديه أم مختلفة، دعمًا هامشيًا من زعماء القبائل الصغيرة، حيث جاء الجزء الأكبر من دعمه من عائلة والدته، البوفلاسة من دبي والتجار الذين دعموا العلاقات بين الإمارات. 
كما أفاد البريطانيون أن صقر وعد الوهابيين بإعفاءات ضريبية، وهو ما اعتبروه أحد الأسباب الرئيسية لعدم اختياره. وسعيًا وراء حاكم يمكنه قيادة كل من المدن الساحلية والمناطق القبلية الداخلية، لم تُعقد الأصوات حسب الرأس، مما يمنح بني ياس ميزة كبيرة، بل كانت تُعقد الأصوات حسب القسم أو القبيلة. لم يكن البريطانيون عاملاً مؤثرًا خلال هذا المجلس، حيث كان المقيم السياسي في بوشهر في ذلك الوقت، على بعد 600 كيلومتر من أبو ظبي ولم يتمكن من الرد حتى بعد الانقلاب. بدلاً من ذلك، عمل خليفة كصانع ملوك، وبينما لم يكن يسعى إلى العرش بنفسه، هدد بشن انقلاب مضاد إذا تم تنصيب صقر، وقال إنه "سيتسامح" مع حكم السلطان. وبسبب هذه العوامل، تم اختيار سلطان أميرًا جديدًا. 

### زعزعة الاستقرار
زعزع الانقلاب استقرار أبوظبي لأجيال. في عام 1926، بعد فشل السلطان في حل الأزمة الاقتصادية، وقطع مخصصات أخيه، كان هناك انقلاب قصر آخر شهد مقتل السلطان وتنصيب صقر أميرًا دون استشارة الأسرة.كان حكم صقر قصير الأجل أيضًا، حيث نظر صقر المصاب بجنون العظمة إلى خليفة على أنه يمثل تهديدا محتملة وخطط لقتله، مما أدى إلى قيام خليفة بالتنسيق مع مجلس الشيوخ لتنظيم انقلاب ثالث في عام 1928.
بعد هذا الانقلاب الثالث، امتثل خليفة ومجلس العائلة إلى نصيحة البريطانيين وتوجوا ابن السلطان شخبوط أميرًا جديدًا، لأنه كان الابن الأكبر للأمير الشرعي الأخير. ومع ذلك، فشل شخبوط أيضًا في إصلاح الأزمة الاقتصادية، وخاصة بعد اكتشاف النفط. 
حاول السعوديون دعم انقلاب آخر في الخمسينيات من القرن الماضي لتثبيت أبناء صقر في مقابل واحة البريمي المتنازع عليها، لكن هذا الانقلاب فشل بعد أن قضت التحكيم الدولي لصالح أبو ظبي. بعد ذلك، سعى شخبوط إلى إعادة أبو ظبي إلى جذورها التقليدية، فحظر المباني الحجرية والبناء الجديد، وبالتالي قام بانقلاب رابع، هذه المرة في عام 1966 توج شقيقه الأصغر زايد، منهيًا بذلك عدم الاستقرار السياسي. 